# Ado Broodboom

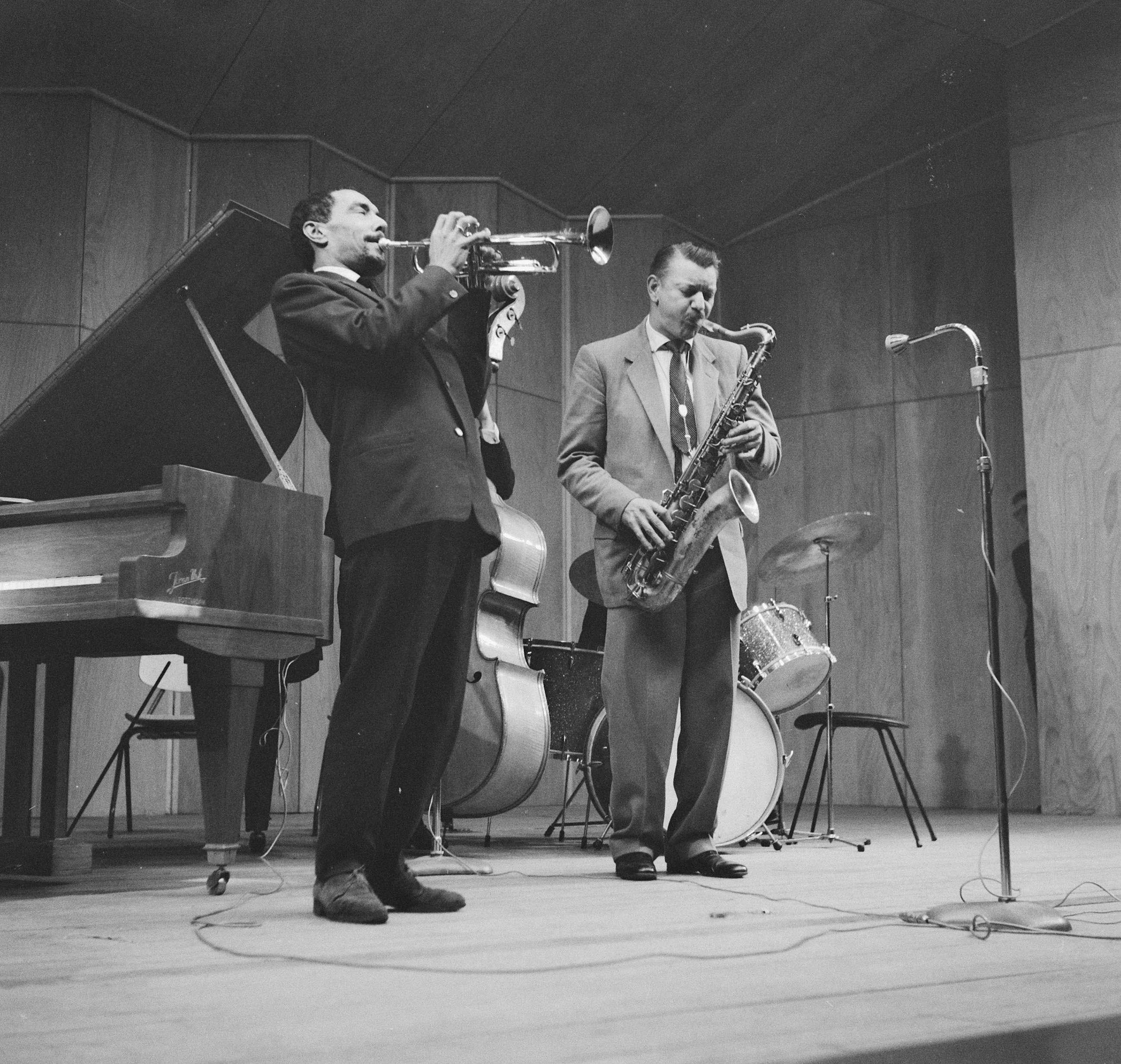
Ado Broodboom (The Ramblers), mit Jack Sels (rechts) bei einem Konzert im AMVJ-Gebäude in Rotterdam am 10. Januar 1960

Ado Broodboom (* 14. November 1922 in Amsterdam; † 18. Juli 2019 ebenda) war ein niederländischer Jazzmusiker (Trompete). In den fünfziger und sechziger Jahren des zwanzigsten Jahrhunderts war er als Jazztrompeter bekanntes Mitglied der Big Bands The Ramblers und Boy’s Big Band.

## Leben und Wirken
Broodboom wurde in Amsterdam als Sohn einer niederländischen Mutter und eines surinamischen Vaters geboren. Von 1938 bis 1941 nahm er Trompetenunterricht bei Marinus Komst am Konservatorium von Amsterdam, nachdem er sich im Alter von zwölf Jahren für das Instrument interessiert hatte. Nach seiner Ausbildung trat er verschiedenen Tanzorchestern als Trompeter und Akkordeonspieler bei. Eines war der Micro Rhythme Club (später Louis van der Steen und seine Solisten), an dem Broodboom von 1941 bis 1945 beteiligt war. Seit Mai 1943 war auch Sängerin Melly Sudy Teil dieser Formation. Ein Jahr später heirateten die beiden.
Von 1946 bis 1947 spielte Broodboom mit The Grasshoppers, mit denen er zusammen mit seiner Frau (wieder als Sängerin) Länder wie Spanien und die Schweiz besuchte. Kid Dynamite war auch Mitglied dieser Formation, mit der er anschließend verschiedene Konzerte in den Niederlanden gab. Danach trat Broodboom dem Orchester von Piet van Dijk bei, wo er Wessel Ilcken und Rita Reys traf. Broodboom sagt, es verdanke seine Popularität Ilcken.
1952 kam Broodboom erneut mit Kid Dynamite in Kontakt, mit dem er im Amsterdamer Jazzclub Casablanca und in Schweden auftrat. Nach dieser Reise gründete Broodboom die Formation Ado Morenos Jazz Group mit Rob Madna am Klavier, Dick Bezemer am Bass, Sandy Mosse am Tenorsaxophon, Herman Schoonderwalt am Altsaxophon und Cees See am Schlagzeug. Im April 1954 trat die Jazzgruppe von Ado Moreno in Rotterdam auf, gefolgt von einer Tournee in Schweden. Broodbooms erste Platte wurde im November 1956 zusammen mit dem Jazzmusiker Herbie Mann und der Wessel Ilcken Combo aufgenommen. Ein Jahr später wurde er Mitglied des Radioorchesters The Ramblers, laut dem damaligen Bandleader Theo Uden Masman wegen seines eigenwilligen Sounds und seiner Improvisationen. Broodboom wurde von 1958 bis 1960 dreimal vom Jazzmagazin Rhythme als bester Trompeter ausgezeichnet.
1960 organisierte Broodboom zusammen mit Boy Edgar und der Zeitung Het Vrije Volk eine einmalige Aufführung im Concertgebouw. Die daraus resultierende Boy’s Big Band wurde später von der VARA zu einigen Radioauftritten eingeladen und gab Auftritte im In- und Ausland. Der gleiche Sender stellte The Ramblers 1964 für das VARA Dance Orchestra erneut auf. Broodboom schloss sich auch dieser neuen Formation an. 1974 gründeten Jack Bulterman und Marcel Thielemans The Ramblers ein weiteres Mal neu; Broodboom war wieder Teil dieser Formation.
Im Frühjahr 1974 gab Broodboom zum 75. Geburtstag des amerikanischen Jazzmusikers Duke Ellington zusammen mit dem Boy Edgar Sound und Gerrie van der Klei eine Aufführung in der Carnegie Hall. 1979 erschien die LP Music Was His Mistress, eine Hommage an Duke Ellington, auf der auch Broodboom zu hören war. Broodboom beendete um 1980 seine Musikerkarriere.
Im Bereich des Jazz war er laut Tom Lord zwischen 1956 und 1978 an 28 Aufnahmesessions beteiligt.